# Mort Mills
Mort Mills (* 11. Januar 1919 in New York City; † 6. Juni 1993 in Ventura, Kalifornien; eigentlich Mortimer Morris Kaplan) war ein US-amerikanischer Film- und Fernsehschauspieler. 

## Leben und Karriere
Er war häufig in der Rolle als Sheriff oder Bösewicht in vielen Western der 1950er und 1960er Jahre zu sehen. Von 1957 bis 1959 spielte er in 23 Folgen eine Nebenrolle an der Seite von Rex Reason als Marshal Frank Tallman in der Westernserie Der Mann ohne Colt. Weitere Serienrollen hatte er als Sergeant Ben Landro in Perry Mason und Sheriff Fred Madden in Big Valley. Neben seinen Fernsehrollen trat er auch regelmäßig in Kinofilmen auf. Er spielte in Alfred Hitchcocks klassischem Thriller Psycho einen Streifenpolizisten, der Marion Crane (Janet Leigh) verfolgt. Sechs Jahre später arbeitete er erneut mit Hitchcock und spielte in Der zerrissene Vorhang einen Spion in Ostdeutschland. Mills erschien auch mit Charlton Heston in Orson Welles’ Im Zeichen des Bösen. 1973 zog er sich nach rund 140 Film- und Fernsehauftritten aus dem Schauspielgeschäft zurück.
Seine Cousine war die Schauspielerin Mary Treen. Mills erste Ehe, aus der zwei Kinder kamen, wurde geschieden. Seine zweite Ehe hielt von 1956 bis zu seinem Tod, aus dieser Ehe kam ein Kind.

## Filmografie (Auswahl)

### Filme
- 1952: Affäre in Trinidad (Affair In Trinidad)
- 1952: No Holds Barred
- 1953: Der Wilde (The Wild One)
- 1953: Der Gehetzte (The Juggler)
- 1953: The Farmer Takes a Wife
- 1953: Heißer Westen (Hannah Lee: An American Primitive)
- 1953: Texas Bad Man
- 1954: Auf gefährlicher Straße (Drive a Crooked Road)
- 1954: Die unglaubliche Geschichte der Gladys Glover (It Should Happen to You!)
- 1954: Narbengesicht (Cry Vengeance)
- 1954: Ein neuer Stern am Himmel (A Star Is Born)
- 1954: Schachmatt (Pushover)
- 1955: Dial Red O
- 1955: Jupiters Liebling (Jupiter’s Darling)
- 1955: Abrechnung in Fort Valeau (Desert Sands)
- 1955: Nackte Straßen (The Naked Street)
- 1955: Zur Hölle und zurück (To Hell And Back)
- 1956: Menschenraub (Ransom!)
- 1956: Schmutziger Lorbeer (The Harder They Fall)
- 1956: Crashing Las Vegas
- 1956: Blut an meinen Händen (Tension at Table Rock)
- 1957: The Shadow on the Window
- 1957: The Iron Sheriff
- 1957: Des Teufels Lohn (Man in the Shadow)
- 1957: Bomber B-52 Bombers B-52
- 1958: Der weiße Teufel von Arkansas (Ride a Crooked Trail)
- 1958: Im Zeichen des Bösen (Touch Of Evil)
- 1960: Psycho
- 1961: Twenty Plus Two
- 1964: Wohin die Liebe führt (Where Love Has Gone)
- 1964: Die letzte Kugel trifft (Bullet For A Badman)
- 1964: In Montana ist die Hölle los (The Quick Gun)
- 1965: The Outlaws Is Coming
- 1965: New York Expreß (Blindfold)
- 1966: Der zerrissene Vorhang (Torn Curtain)
- 1967: Heiße Colts in harten Fäusten (Return Of The Gunfighter)
- 1969: Strategy of Terror
- 1968: Das Rasthaus der teuflischen Schwestern (The Name Of The Game Is Kill)
- 1970: Breakout (Fernsehfilm)
- 1970: Das Wiegenlied vom Totschlag (Soldier Blue)

### Fernsehserien
- 1952–1956: The Ford Television Theatre
- 1954–1955: The Cisco Kid
- 1955–1958: Disneyland
- 1956–1957: The 20th Century-Fox Hour
- 1956–1961: Cheyenne
- 1956–1967: Rauchende Colts (Gunsmoke)
- 1957: Broken Arrow
- 1957–1959: Der Mann ohne Colt (Man Without A Gun)
- 1957–1959: Trackdown
- 1957–1960: Wyatt Earp greift ein (The Life and Legend of Wyatt Earp)
- 1957–1961: Abenteuer im wilden Westen (Zane Grey Theater)
- 1958–1960: Josh (Wanted: Dead Or Alive)
- 1958–1960: Sugarfoot
- 1958–1960: Bronco
- 1958–1961: Maverick
- 1958–1962: Westlich von Santa Fé (The Rifleman)
- 1958–1965: Wagon Train
- 1959: Have Gun – Will Travel
- 1959: The David Niven Show
- 1959–1960: Tales of Wells Fargo
- 1959–1962: Die Unbestechlichen (The Untouchables)
- 1959–1967: Bonanza
- 1960: Gold in Alaska (The Alaskans)
- 1960: Kein Fall für FBI (The Detectives)
- 1960–1961: Stagecoach West
- 1960–1962: Am Fuß der blauen Berge (Laramie)
- 1960–1965: Perry Mason
- 1961: Lawman
- 1963–1965: Auf der Flucht (The Fugitive)
- 1963–1965: Die Leute von der Shiloh Ranch (The Virginian)
- 1965: Stunde der Entscheidung (Kraft Suspense Theatre)
- 1965: Verrückter wilder Westen (Wild Wild West)
- 1965: Der Onkel vom Mars (My Favorite Martian)
- 1965: Der Mann ohne Namen (A Man Called Shenandoah)
- 1965: Verliebt in eine Hexe (Bewitched)
- 1965–1966: Big Valley
- 1966: The Green Hornet
- 1966: Laredo
- 1967: Invasion von der Wega (The Invaders)
- 1967–1968: Daniel Boone
- 1967–1969: Der Chef (Ironside)
- 1967–1969: Die Spur des Jim Sonnett (The Guns of Will Sonnett)
- 1967–1972: Kobra, übernehmen Sie (Mission: Impossible)
- 1968–1970: Mannix
- 1970: Lancer
- 1972: The Mod Squad
- 1973: Die Straßen von San Francisco (The Streets Of San Francisco)